# Răzvan Oaidă
Răzvan Constantin Oaidă (ur. 2 marca 1998 w Petroszanach) – rumuński piłkarz występujący na pozycji środkowego pomocnika w rumuńskim klubie FCSB. Były młodzieżowy reprezentant Rumunii, w kategoriach do lat 17., 18., 19. oraz 21.